# Bikás (Románia)
Bikás (románul: Bicașu), falu Romániában, Maros megyében.

## Története
Görgényhodák község része. A trianoni békeszerződésig Maros-Torda vármegye Régeni felső járásához tartozott.

## Népessége
2002-ben 140 lakosa volt, mind román nemzetiségű.

## Vallások
A falu lakói közül 139-en ortodox hitűek és 1 fő adventista.